# Veslanje na OI 1912.
Veslanje na Olimpijskim igrama u Stockholmu 1912. godine uključivalo je natjecanja u 4 discipline, i to samo u muškoj konkurenciji.

## Osvajači medalja

### Muški
| Disciplina            | Zlato | Srebro | Bronca |
| Samac                 | Velika Britanija W.D. Kinnear                                                                                      | Belgija P. Veirman | Kanada E.B. Butler Rusija M. Kusik                                                                                   |
| Četverac GIG          | Danska E. A. E. Allert J. Hansen C. Möller C. Petersen P. Hartman (korm)                                           | Švedska T. Rosvall W. Bruhn-Möller C. Brunkman H. Dahlbäck W. Wilkens (korm)                                               | Norveška G. Grantz O. Salberg G. Haehre H. Feght J. Björnstad (korm)                                                 |
| Četverac s kormilarom | Njemačka A. Arnheiter H. Wilker R. Fickeisen O. Fickeisen K. Leister (korm)                                        | Velika Britanija J. Beresford K. Vernon C. Gardner Rought B. Logan Geoffrey Carr (korm)                                    | Danska E. Bisgaard R. Frandsen M. Simonsen P. Thymann E. Clemensen (korm)                                            |
| Osmerac               | Velika Britanija E. Burges L. Wormald S. Swann E. Horsfall J. Gillan A. Garton A. Kirby P. Fleming H. Wells (korm) | Velika Britanija W. Fison W. Parker T. Gillespie B. Burdekin F. Pitman A. Wiggins C. Littlejohn R. Bourne J. Walker (korm) | Njemačka O. Liebing M. Broeske F. Bartholomae W. Bartholomae W. Dehn R. Reichelt H. Mathiae K.Runge M. Vetter (korm) |